# Tarento
A Tarento (タレント) japán kifejezés, az angol talent (tehetség) szó japán átírása (gairaigo). A kifejezés Hollywood fénykorából ered, amikor az anyagi megtérülést ígérő sztárokat „tehetségeknek” nevezték. A szó ebben az összefüggésben továbbra is használatban van Japánban, azonban mára már elsősorban mindenre ráhúzható kifejezésként használják a tömegmédiában, abból is elsősorban a televízióban rendszeresen megjelenő személyekre. A jelenség ellenzői az „azért híres, mert híres” értelmében hivatkoznak rá, mivel számos képviselőjének nincs semmiféle felismerhető tehetsége azt leszámítva, hogy a televízióban szerepel. Ebben az értelemben, bár néhány forrás szerint a tarento fogalma nem igazán ültethető át Japánon kívülre, a kifejezés sok esetben tökéletesen vagy közel tökéletesen megfeleltethető a celeb szónak, beleértve azt is, hogy a tarento/celeb hírneve származhat bizonyos teljesítményekből és képességekből is.

## Típusai

### Trükkös tarento
Az ilyen személyeknek jellegzetes szófordulata, ruhatára vagy modora van, mellyel a közönséget kívánják nevetésre késztetni. A televízióban megjelenő személyiségük általában nagyon sekélyes, mivel megpróbálják csúcsra járatni a komikus eszközeiket (neta (ネタ), melynek köszönhetően hírhedtté válnak, így nem igazán van lehetőségük a karakterük bővítésére. Az ilyen személyek azok, akik a legrövidebb ideig szoktak a televízióban szerepelni, ahogy gyorsan homályba merülnek, amint az újdonság nyújtotta varázsuk elévül. Japánban az ippacuja (一発屋), azaz az „egynyári sláger” kifejezést használják az ilyen személyekre. Az ilyesfajta tartentók közé tartozik Kodzsima Josio, Dandy Sakano vagy Razor Ramon Hard Gay.

### Ovarai tarento
Japánul az ovarai nevetést jelent, illetve ebben az esetben „komikus tehetséget”. Az ovarai tarentók általában egykori komikusok, gyakran páros, úgynevezett manzai felállásban, akik miután híres lettek számos komikus természetű televíziós varietéműsorban feltűnnek.

### Nepotikus tarento
Néha a tarentók jelentős televíziós műsoridőt és erős promóciót kapnak egy celebbel vagy politikussal való kapcsolatuk révén, és nem azért mert bármilyen tehetségük lenne a közönség szórakoztatására. Az egyik legnagyobb példa erre a jelenségre Nagasima Kazusige, Nagasima Sigeo legendás Yomiuri Giants-játékos és edző fia, aki miután nem lett sikeres baseballjátékos a szórakoztatóipar felé vette az irányt és apja nevének hála ért el sikereket. Isihara Sintaro egykori tokiói polgármester fia, Isihara Josizumi is a nepotizmusnak hála került a köztudatba csakúgy mint Koizumi Kótaró, Koizumi Dzsunicsiró egykori japán miniszterelnök fia.

### „Buta idolok”
A tarentók néha a fizikai adottságaik miatt kerülnek rivaldafénybe, de a promóciójuk eltér egy divatmodellétől, ami annak köszönhető, hogy olyan dalokat és televíziós szerepléseket adnak, melyek a fizikai szépségükre vagy karizmájuk köré épülnek fel. Az ilyen személyekre néha az obaka-aidoru, azaz „buta idol” kifejezést használják. Számos ebbe a kategóriába eső férfi a japán zenei és televízióipar gerincének számító Johnny & Associates férfi tehetséggondozó ügynökséghez tartozik.

### Külföldi tarento
A gaikokudzsin tarento (外国人タレント), más néven gaidzsin tarento (外人タレント) olyan külföldi híresség, aki kizárólag vagy szinte kizárólag csak Japánban aktív. A kifejezés szó szerint „külföldi tehetséget” jelent. Legalább társalgási szinten beszélik a japán nyelvet, a külföldi kinézetük és a kiemelkedő személyiségük egyesítésével gyakran esik rájuk a választás, mivel betöltik a japánok külföldiekről kialakított sztereotípiáit (példának okáért az amerikaiak általánosságban „robusztusak” és szőke hajuk, illetve kék szemük van). A gaikokudzsin tarentókat a többi tarentóhoz hasonlóan érdekesnek vélik a japánok, és nemzetiségüktől függően más-más szerepekre osztják be őket. Dave Spector veterán külföldi tarento azt nyilatkozta, hogy „Olyan dolgokat csinálok, mint egy legalávalóbb idióta, cirkuszi féle dolgokat, de ez engem egyáltalán nem zavar. A televízióban megjelenő külföldieket, modelleket vagy akármiket gyakran a pandákhoz hasonlítják. Azért használják a panda kifejezést, mivel ennivalóak, szórakozhatsz velük, dobálhatsz nekik mályvacukort és ennyi. Nem keveredsz bele ennél mélyebben. Azonban… mivel félmillió dollárt keresek évente, ezért én nagyon boldog vagyok, hogy panda lehetek.”

## Ismertebb külföldi tarentók
| - Adeyto (Franciaország) - Jasmine Ann Allen (Egyesült Államok) - Peter Barakan (Anglia/Japán) - Francesco Bellissimo (Olaszország) - Donna Burke (Ausztrália) - Thane Camus (Egyesült Államok) - Agnes Chan (Hongkong) - Rola Chen (Kína) - Kent Derricott (Kanada) - Leah Dizon (Egyesült Államok) - Julie Dreyfus (Franciaország) - Robert Dunham (Egyesült Államok) - Frankl Péter (Magyarország) - Marty Friedman (Egyesült Államok) | - Kent Gilbert (Egyesült Államok) - Edith Hanson (Egyesült Államok) - Patrick Harlan (Egyesült Államok) - Vivian Hsu (Tajvan) - Daniel Kahl (Egyesült Államok) - Carolyn Kawasaki (Egyesült Államok) - Konishiki (Egyesült Államok/Japán) - Kane Kosugi (Egyesült Államok/Japán) - Brad Lesley (aka Animal Lesley) (Egyesült Államok) - Agnes Lum (Egyesült Államok) - Alan Merrill (Egyesült Államok) - Françoise Moréchand (Franciaország) - Mark Musashi (Japán) - Bobby Ologun (Nigéria) | - Judy Ongg (Tajvan) - Haruka Orth (Egyesült Államok) - Girolamo Panzetta (Olaszország) - Zomahoun Idossou Rufin (Benin) - Bob Sapp (Egyesült Államok) - Sebastiano Serafini (Olaszország) - Jonathan Sherr (Egyesült Államok) - Dave Spector (Egyesült Államok) - Anton Wicky (Srí Lanka) - Yinling (Tajvan) - Yoon Son-ha (Dél-Korea) - Younha (Dél-Korea) - Rosanna Zambon (Olaszország) |